# Trigonoptera fergussoni
Trigonoptera fergussoni là một loài bọ cánh cứng trong họ Cerambycidae.